# James Bagdonas
James R. Bagdonas (1951) è un direttore della fotografia e regista statunitense.
È stato candidato tre volte ai premi Emmy e quattro volte all'ASC Award dell'American Society of Cinematographers grazie ai suoi lavori per Hunter, Chicago Hope e Modern Family.

## Filmografia

### Direttore della fotografia

#### Cinema
- Teeny Buns, regia di Stu Segall (1978)
- Summer School, regia di Stu Segall (1979)
- Insatiable, regia di Stu Segall (1980)
- Tomcat Angels, regia di Don Edmonds (1991)
- American Heart, regia di Martin Bell (1992)
- Cruel Intentions 2 - Non illudersi mai (Cruel Intentions 2: Manchester Prep.), regia di Roger Kumble (2000)
- Scene da un crimine (Scenes of the Crime), regia di Dominique Forma (2001)
- Slackers, regia di Dewey Nicks (2002)
- Maial College (Van Wilder), regia di Walt Becker (2002)

#### Televisione
- Hunter – serie TV, 44 episodi (1988-1990)
- Conagher, regia di Reynaldo Villalobos – film TV (1991)
- Renegade – serie TV, 7 episodi (1992)
- Come Die with Me: A Mickey Spillane's Mike Hammer Mystery, regia di Armand Mastroianni – film TV (1994)
- Nel nome dell'amore (In the Name of Love: A Texas Tragedy), regia di Bill D'Elia – film TV (1995)
- Il coraggio di amare (Dare to Love), regia di Armand Mastroianni – film TV (1995)
- Lois & Clark - Le nuove avventure di Superman (Lois & Clark: The New Adventures of Superman) – serie TV, 53 episodi (1993-1996)
- L'orgoglio di un padre (Hidden in America), regia di Martin Bell – film TV (1996)
- Time Well Spent, regia di Bill D'Elia – film TV (1996)
- Chicago Hope – serie TV, 27 episodi (1996-1999)
- Canzoni d'amore (Love Songs), regia di Andre Braugher e Louis Gossett Jr. – film TV (1999)
- Brotherhood of Murder - Linea di sangue (Brotherhood of Murder), regia di Martin Bell – film TV (1999)
- The Deadly Look of Love, regia di Sollace Mitchell – film TV (2000)
- The Agency – serie TV (2001)
- The Guardian – serie TV, 44 episodi (2002-2004)
- Boston Legal – serie TV, 70 episodi (2004-2008)
- Traffic Light – serie TV, episodio pilota (2011)
- Modern Family – serie TV, 228 episodi (2009-2020)

### Regista
- Due poliziotti a Palm Beach (Silk Stalkings) – serie TV, episodio 2x18 (1993)
- Renegade – serie TV, 2 episodi (1992-1993)
- Lois & Clark - Le nuove avventure di Superman (Lois & Clark: The New Adventures of Superman) – serie TV, 5 episodi (1994-1996)
- Chicago Hope – serie TV, 4 episodi (1997-1999)
- The Guardian – serie TV, episodio 3x10 (2003)
- Boston Legal – serie TV, 6 episodi (2005-2008)
- Modern Family – serie TV, 21 episodi (2011-2020)

### Attore
- Morak - Il potere dell'occulto (Meatcleaver Massacre), regia di Evan Lee (1977)